# Daegu-Stadion
Das Daegu-Stadion (kor. 대구 스타디움) ist ein Fußballstadion mit Leichtathletikanlage in der südkoreanischen Stadt Daegu in der östlichen Provinz Gyeongsangbuk-do.

## Geschichte
Die Arena wurde anlässlich der Fußball-Weltmeisterschaft 2002 für etwa 185 Mio. € erbaut und trug damals den Namen Daegu World Cup Stadium (Hangeul: 대구월드컵경기장). Das Stadion trägt auch den Spitznamen Blue Arc (deutsch Blauer Bogen). Am 5. März 2008 bekam es seinen heutigen Namen. Es war nach dem Yokohama International die Spielstätte mit der zweitgrößten Zuschauerkapazität. Heute bietet es 65.754 Zuschauern einen Sitzplatz; darunter sind 1237 V.I.P.-Plätze und 192 behindertengerechte Plätze. Um die Anlage stehen 3550 Parkplätze zur Verfügung.
Der Bau begann am 29. Juli 1997 und wurde am 28. Juni 2001 eröffnet. Die Dachkonstruktion des Stadions besteht aus zwei Stahlbögen mit je einer Spannweite von 273 Meter; die die Haupt- und Gegentribüne überspannt. Das Gesamtgewicht des Daches beträgt 4350 t und die Dachhaut besteht aus einer glasfaserverstärkten PTFE-Membran. Zu fast 75 Prozent deckt das Dach die Zuschauerplätze ab.
Als Generalprobe für die Fußball-Weltmeisterschaft fand 2001 der Konföderationen-Pokal u. a. auch in Daegu statt. Ein Jahr nach der Fußball-Weltmeisterschaft war die Sportstätte Schauplatz der Sommer-Universiade 2003. Bei der zweiten Fußball-Ostasienmeisterschaft im Jahr 2005 war Daegu einer von drei Spielorten. Das Daegu Stadium ist jährlich der Start- und Zielort des Daegu-Marathons. Vom 27. August bis 4. September 2011 fanden die 13. Leichtathletik-Weltmeisterschaften im Stadion von Daegu statt.
Bis Ende 2018 nutzte der K-League-1-Verein Daegu FC das Stadion als Heimspielstätte.

## Spiele des Konföderationen-Pokals 2001 in Daegu

### Gruppenspiele
- 30. Mai 2001:  Frankreich –  Südkorea 5:0 (3:0)
- 1. Juni 2001:  Australien –  Frankreich 1:0 (0:0)

## Spiele der Fußball-Weltmeisterschaft 2002 in Daegu

### Gruppenspiele
- 6. Juni 2002:  Dänemark –  Senegal 1:1 (1:0)
- 8. Juni 2002:  Südafrika –  Slowenien 1:0 (1:0)
- 10. Juni 2002:  Südkorea –  Vereinigte Staaten 1:1 (0:1)

### Spiel um Platz 3
- 29. Juni 2002:  Südkorea –  Türkei 2:3 (1:3)

## Daegu-Ersatzstadion
Das Daegu-Ersatzstadion (kor. 대구스타디움 보조경기장) ist ein Fußballstadion mit Leichtathletikanlage, welches sich direkt neben dem Daegu-Stadion befindet. Das Stadion wurde zur gleichen Zeit wie das Hauptstadion errichtet und dient als Sportstätte für kleine Wettbewerbe. Seit 2022 nutzt der südkoreanische Viertligist Daegu FC II das Stadion als Heimspielstätte.